# جسر القمر

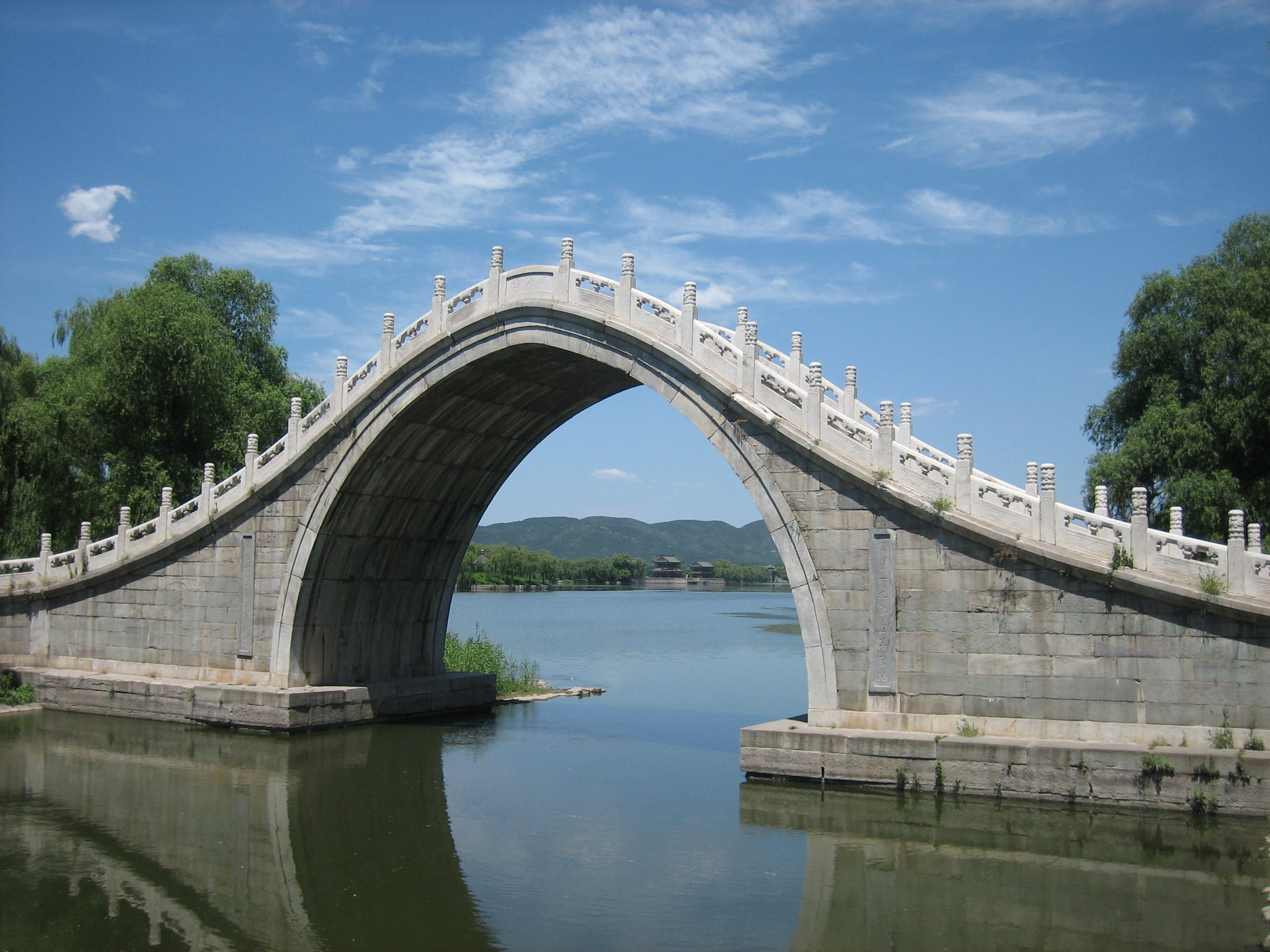
جسر Jade Belt في القصر الصيفي، بكين

جسر القمر هو جسر مشاة مقوس دائري للغاية مرتبط بحدائق في الصين واليابان. نشأ جسر القمر في الصين وتم تقديمه في اليابان لاحقاً.
صُمم هذا النوع من الجسور للسماح للمشاة بعبور القنوات مع السماح بمرور المراكب من تحته. عند تشييده ليستخدم للصعود والهبوط؛ فإن له ميزة أخرى تتمثل في عدم استخدام مساحة من الحقول المجاورة لمداخل الجسر.

في تصميم الحديقة الرسمي، يوضع جسر القمر بحيث ينعكس في الماء الراكد. يُشكل القوس العالي وانعكاسه دائرة ترمز إلى القمر.

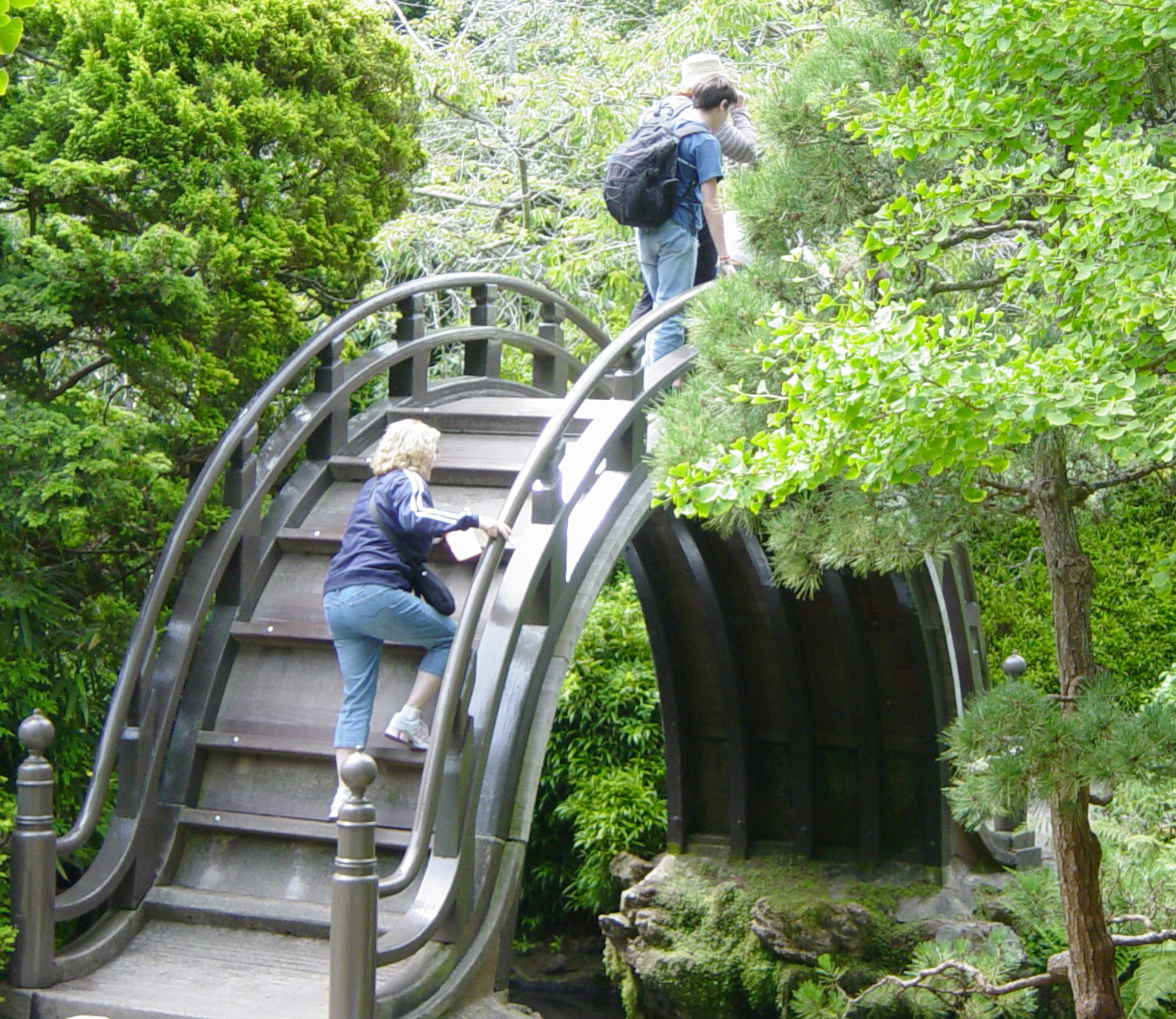
جسر قمر خشبي في حديقة الشاي اليابانية في سان فرانسيسكو، كاليفورنيا
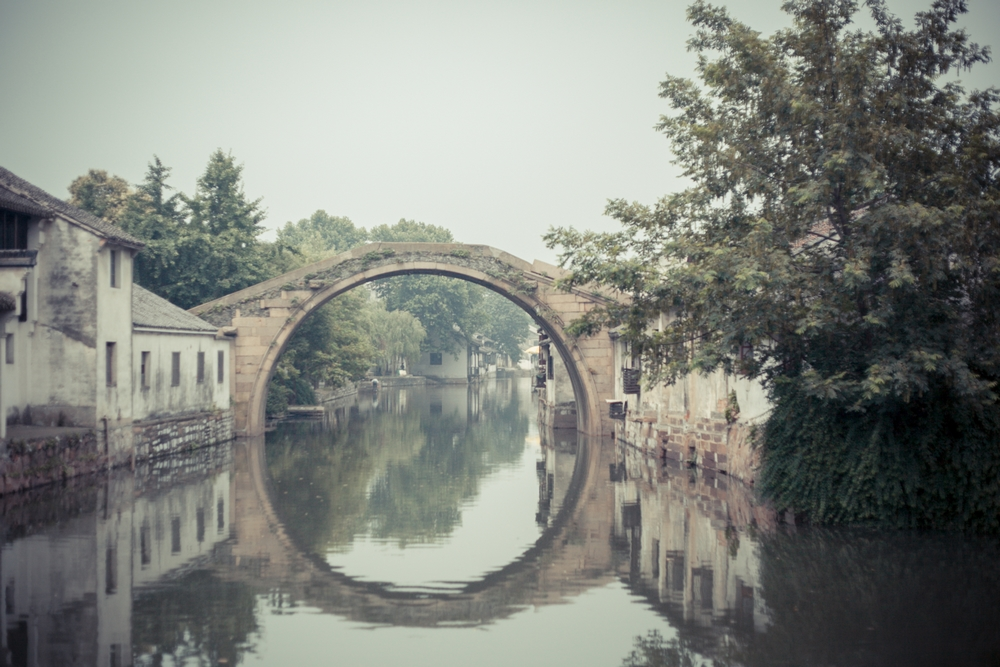
تشكل دائرة كاملة بسبب شكل وانعكاس جسر هونغجي في نانكسون